# Auguste Isaac (1849-1938)
Pour l’article homonyme, voir Auguste Isaac (député de la Guadeloupe).
Pour les articles homonymes, voir Isaac.
Auguste Paul Isaac, né le 6 septembre 1849 à Roubaix et mort le 23 mars 1938 à Lyon, est un homme d’affaires et homme politique français, président de la chambre de commerce de Lyon.

## Biographie
Né dans une famille bourgeoise de Calais, Auguste Isaac arrive à Lyon en 1859 où son père, Louis Isaac, prend la direction de la maison de Lyon de l’entreprise de tulles et dentelles Dognin & Cie fondée en 1805 par Jean-Claude Dognin et auquel l'oncle de Louis, Augustin, est associé depuis 1891. Après avoir obtenu son baccalauréat au lycée Impérial (actuel lycée Ampère) et après un séjour de huit mois en Angleterre, Auguste devient dès 1869 salarié de Dognin & Cie. Par son mariage à Paris en 1873 avec Amélie Dognin, petite-fille de Jean-Claude et fille de Camille Dognin, il devient doublement héritier de l'entreprise. Il en devient dirigeant associé et gravit un à un les échelons des instances économiques du département du Rhône.
Ayant cédé toutes ses parts  dans l'entreprise Dognin & Cie à ses trois fils aînés et à un gendre (il a 11 enfants) dès 1911, il devient plus disponible pour s'investir dans des fonctions extérieures. Il est membre des conseils d’administration de la Compagnie des chemins de fer de Paris à Lyon et à la Méditerranée (PLM) ou de la Compagnie universelle du canal maritime de Suez et siège dans différentes instances nationales (Conseil supérieur du travail, Conseil supérieur des colonies, etc.). Il devient l’un des porte parole du libre-échangisme et le représentant des intérêts du patronat face aux projets sociaux des gouvernements.
Après la Première Guerre mondiale, fort d’une stature nationale dans le monde économique, il se rapproche de la Fédération républicaine du Rhône. Catholique libéral, rallié à la République non sans réticence, Auguste Isaac s’oppose tant à la droite intransigeante qu’il accuse de mener un combat d’arrière-garde – notamment en matière économique – qu’aux hommes et partis du catholicisme social (tel la Ligue de la jeune République ou le Parti démocrate populaire) faisant, selon lui, le jeu du socialisme. « Homme nouveau » dans le champ politique, il est choisi comme tête de la liste de l’Union des Comités Républicains par Pierre Lenail, principal animateur de l’Action libérale populaire dans le Rhône, sur les conseils du cardinal Louis-Joseph Maurin pour les élections législatives du 16 novembre 1919.
Élu, il acquiert rapidement une place importante à la Chambre. Principal porte-voix du courant de défense de la famille et du natalisme, Isaac devient ministre du Commerce et de l’industrie (1920-1921). Lors de l’agitation sociale qui secoue le pays en 1920 à partir de la grève générale lancé par la Confédération générale du travail des chemins de fer le 25 février et animés par les comités syndicalistes révolutionnaires de Gaston Monmousseau jusqu’à celles des mines du Nord-Pas-de-Calais, il se distingue en prônant ouvertement la répression du mouvement social avec André Maginot contre l’avis du ministre de l’Intérieur, Théodore Steeg. Dans cette optique, il organise dans le Rhône l’« Union civique » qui mobilise des élèves des grandes écoles pour remplacer les cheminots grévistes et militant pour poursuivre la CGT en justice afin de la dissoudre et de faire licencier l’ensemble des grévistes.
Devenant président de la Fédération républicaine en 1921 afin d'absorber les clientèles et les membres d’une Action libérale populaire déclinante, Auguste Isaac accentue le caractère d’une association de notables du parti en supprimant le congrès de 1922 qu’il remplace par des assemblées générales et en privilégiant les rencontres informelles entre élites politique et économique sur le comité directeur. Battu aux législatives de 1924, Isaac n’arrive pas à positionner la Fédération républicaine face à la Ligue républicaine nationale fondée par Alexandre Millerand pour s'opposer  au Cartel des gauches. Contesté en interne et lassé de sa fonction, la démission du secrétaire général, Maurice Holay lui donne l’occasion en juin 1924 de céder la place de président à Louis Marin, qui engagera la Fédération républicaine à lui donner une assise militante. Dès lors, Auguste Isaac se retire définitivement de la vie politique pour se consacrer à ses diverses fonctions dans les milieux d’affaires.

## Détail des mandats et fonctions
- Député du Rhône (1919-1924)
- Ministre du Commerce et de l'Industrie du 20 janvier 1920 au 16 janvier 1921 dans les gouvernements Alexandre Millerand (1), Alexandre Millerand (2) et Georges Leygues

## Distinction et Hommages
En 1904, il est élu à la section Lettres de l'Académie des Sciences, Belles-Lettres et Arts de Lyon.

## Publications
- (avec Paul Rougier) L’économie politique à Lyon, Lyon, Guillaumin, 1891.
- Le musée historique des tissus de la chambre de commerce de Lyon, Lyon, Administration du bulletin des soies, 1913.
- (avec Ennemond Morel) Les droits de la France dans le Levant, à l’issue de la guerre 1914-1915, Lyon, Rey, 1915.
- La natalité française, Agen, imprimerie nouvelle, 1923.
- « La terreur du surpeuplement », dans Revue politique et parlementaire, 1928.
- Auguste Isaac. Journal d’un notable lyonnais 1906-1933 (textes annotés et choisis par Hervé Joly), Lyon, éditions BGA – Permezel, 596p, 2002.

### Notice biographique
- « Auguste Isaac (1849-1938) », dans le Dictionnaire des parlementaires français (1889-1940), sous la direction de Jean Jolly, PUF, 1960 [détail de l’édition]
- Jacques Hochmann et Dominique Saint-Pierre (dir.), « Isaac Auguste (1849-1938) », dans Dictionnaire historique des Académiciens de Lyon : 1700-2016, éd. ASBLA de Lyon, mars 2017, 1369 p. (ISBN 978-2-9559-4330-4, présentation en ligne), p. 685-689.

### Travaux universitaires
- Régis Ladous, « Auguste Isaac et le catholicisme social », dans Colloque Rerum Novarum : 1891-1991, cent ans de catholicisme social à Lyon et dans la région, 1991.
- Hervé Joly (dir.), Patronat, bourgeoisie, catholicisme et libéralisme : autour du journal d’Auguste Isaac, Lyon, LARHRA, 230p, 2004.